# Igreja de St. Anne, Rock Ferry

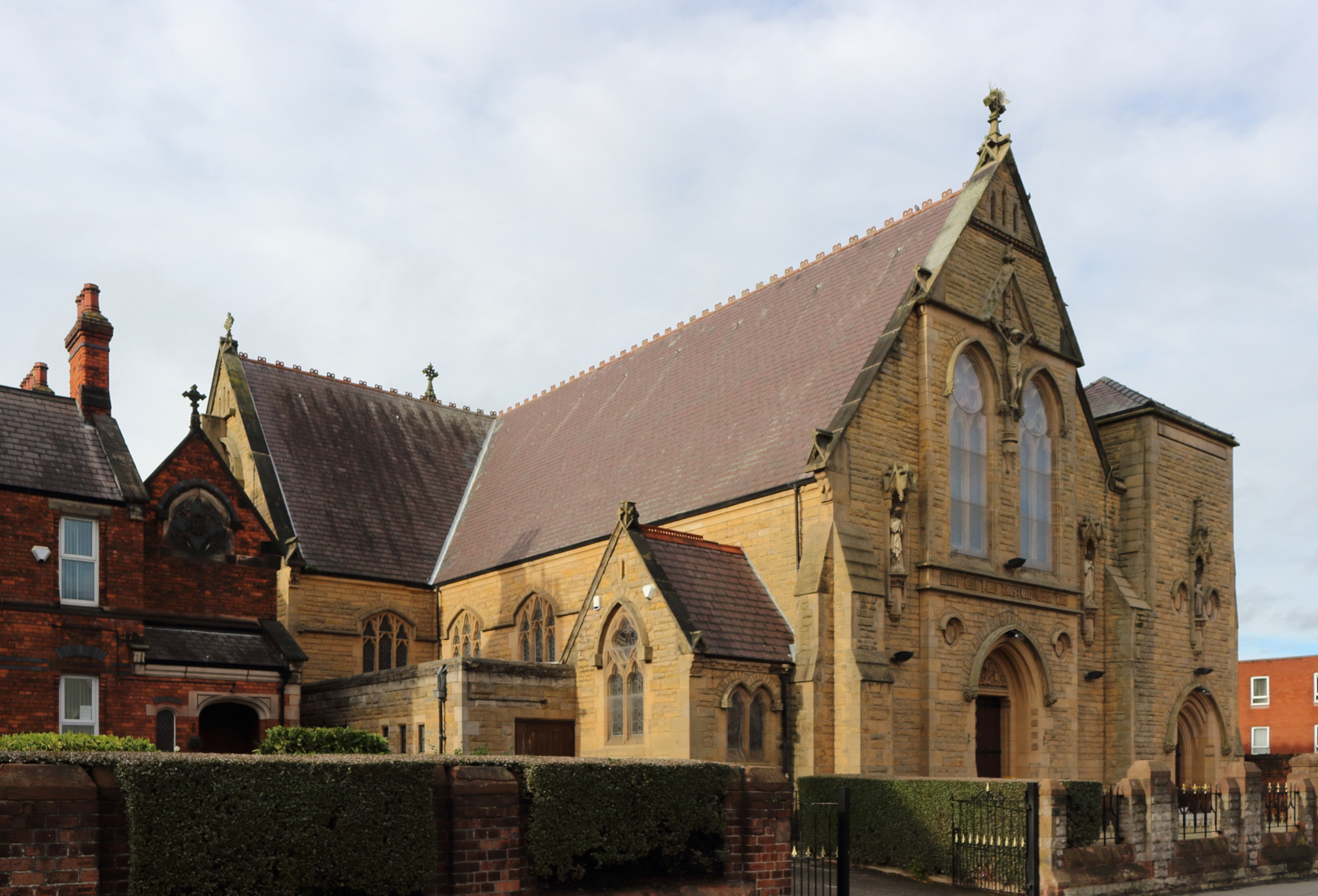
Igreja de St. Anne, Highfield Road.

A Igreja de St. Anne é uma igreja católica romana na Highfield Road em Rock Ferry, Birkenhead, Merseyside, Inglaterra. É um edifício listado como Grade II. 

## História
Foi construída para os Oblatos de Santa Maria Imaculada por Peter Paul Pugin e Cuthbert Pugin com projetos de seu irmão Edward Welby Pugin - Eduardo planejou uma torre sudoeste, mas esta nunca foi construída. Sua pedra fundamental foi lançada em 9 de maio de 1875 por James Brown, bispo de Shrewsbury, e a igreja foi inaugurada em 28 de outubro de 1877. Um presbitério foi adicionado entre 1884 e 1885 e corredores laterais em 1934. A paróquia foi servida pelos Oblatos até que transferiu a igreja para a Diocese de Shrewsbury em setembro de 2010.  A paróquia é atualmente servida pelo Pe. Bernard Forshaw e Rev. John Boggan.